# ورنك جميل
ورنك جميل (الاسم العلمي:Raja pulchra) (بالإنجليزية: Mottled skate)‏ هو نوع من الأسماك يتبع جنس الورنك من الفصيلة الورنكية.